# Pungeleria nigrofasciata
Pungeleria nigrofasciata là một loài bướm đêm trong họ Geometridae.